# Jerzy Stembrowicz
Jerzy Stembrowicz (ur. 26 października 1919 w Warszawie, zm. 8 lutego 1989 w Warszawie) – polski prawnik, konstytucjonalista, powstaniec warszawski, doradca Międzyzakładowego Komitetu Strajkowego w sierpniu 1980 w Stoczni Gdańskiej im. W. Lenina.

## Życiorys
Był absolwentem Gimnazjum im. Adama Mickiewicza w Warszawie, w 1937 rozpoczął studia prawnicze na Wydziale Prawa Uniwersytetu Warszawskiego.
W czasie II wojny światowej był żołnierzem Armii Krajowej, walczył w powstaniu warszawskim, dostał się do niewoli niemieckiej. Po uwolnieniu służył Polskich Siłach Zbrojnych na Zachodzie, a w sierpniu 1946 powrócił do Polski.
W 1947 ukończył studia prawnicze na UW. Po studiach pracował w Ministerstwie Sprawiedliwości, a od 1952 w Prokuraturze Generalnej, gdzie był m.in. naczelnikiem Departamentu Nadzoru Ogólnego. Równocześnie pracował naukowo jako asystent w Akademii Nauk Politycznych. W 1950 obronił pracę doktorską II Izba we Francji. Od 1961 pracował na Uniwersytecie Warszawskim, w 1963 habilitował się na podstawie pracy Parlament V Republiki, w 1964 otrzymał stopień docenta, w 1971 tytuł profesora nadzwyczajnego, w 1987 profesora zwyczajnego. Pełnił funkcję prodziekana Wydziału Prawa i Administracji UW (1971—1973) oraz dziekana Wydziału Prawno-Ekonomicznego Filii w Białymstoku (1981—1982). Był członkiem Komitetu Nauk Prawnych PAN. W swojej pracy naukowej zajmował się przede wszystkim najpierw francuskim, a następnie polskim prawem konstytucyjnym.
Był uczestnikiem Konwersatorium "Doświadczenie i Przyszłość", w sierpniu 1980 doradcą strajkujących w stoczni gdańskiej robotników wspierającym prace Komisji Ekspertów przy Prezydium Międzyzakładowego Komitetu Strajkowego, następnie współpracownikiem Centrum Obywatelskich Inicjatyw Ustawodawczych Solidarności.
Został odznaczony Krzyżem Kawalerskim Orderu Odrodzenia Polski.
Pochowany na cmentarzu Powązkowskim w Warszawie (kwatera 109-1-1/2).

## Książki
- Parlament V Republiki Francuskiej (1963)
- Rada Państwa w systemie organów PRL (1968)
- Rząd w systemie parlamentarnym (1982)